# Schistidium caffrum
Schistidium caffrum là một loài Rêu trong họ Grimmiaceae. Loài này được (Rehmann ex Müll. Hal.) Ochyra mô tả khoa học đầu tiên năm 1998.